# Poesía marciana
La poesía marciana (Martian School Poetry) fue un movimiento poético del Reino Unido de los años 1970 y 1980 y desarrollado en torno a la Universidad de Oxford, en el que situaciones cotidianas son descritas de manera extraña y desfamiliarizada, como si fueran relatadas por un marciano que acaba de aterrizar en la Tierra. Sus mayores exponentes fueron los poetas británicos Craig Raine y Christopher Reid.

## Etimología
El término marcianismo ha sido más bien aplicado a la ficción que a la poesía. Pero la palabra marcianismo es además un anagrama de uno de sus mayores exponentes, Martin Amis, quien promovió el trabajo de Raine y Reid en la revista literaria Times Literary Supplement y en New Statesman (dedicada a “problemas mundiales que la prensa convencional a menudo hace caso omiso”).

## Historia

### Orígenes
Porfiri P. Infántiev, uno de los padres de la ciencia ficción rusa, definía en 1896 la poesía marciana así:
Como puede apreciar, la principal diferencia entre la poesía marciana y la nuestra estribaba en que mayoritariamente su inspiración no procedía del pasado o del presente, sino del futuro, lo que abría un inmenso espacio a la fantasía.
Relacionada con el surrealismo, surgió en el contexto de la poesía experimental de los tardíos años 60 del siglo XX; también fue influida por la variedad de tradiciones inglesas que incluyen la poesía metafísica, adivinanzas anglosajonas o la poesía nosense (por ejemplo: Lewis Carroll y Edward Lear). Las descripciones de Dr. Johnson de los poetas metafísicos se aproximan a definir muy bien muchos aspectos de la poesía marciana cuando dice 'las ideas más heterogéneas están unidas por la violencia'; en este contexto, lo que distingue la poesía marciana de la metafísica es su foco en la experiencia visual.
El término poesía marciana o marcianismo comenzó a aplicarse a principios de la década de los años 80 a un reducido grupo de poetas que exponían en sus escritos hechos y objetos a través de la mirada de un alienígena. Esta corriente literaria es fruto de una época de conflictos sociales, guerras y miedo ante la amenaza nuclear. Craig Raine, uno de los mayores exponentes del Martian Poetry, publicó en 1979 A Martian Sends a Postcard Home (Un marciano envía una postal a casa). En esta obra, el narrador observa desde la lejanía y con extrañeza el comportamiento humano e intenta describirlo a sus compatriotas de Marte. Por ejemplo, el marciano llama a los libros caxton y los describe así:
Los caxtones son pájaros mecánicos con muchas alas
y algunos son muy apreciados por sus marcas,
hacen que los ojos se derritan
o que el cuerpo chille sin dolor.

Nunca he visto que vuelen, pero
a veces se posan en la mano.

La niebla es cuando el cielo se cansa de volar
y reposa su blanda maquinaria sobre el suelo:
entonces el mundo está borroso y libresco
como grabados bajo papel de seda.

La lluvia es cuando la tierra es televisión.
Tiene la propiedad de oscurecer los colores.

El Modelo T es una habitación con la cerradura por dentro,
con girar una llave el mundo se libera
en movimiento, tan rápido que hay una película
que ver para cualquier cosa que te pierdes.

Pero el tiempo está atado a la muñeca
o metido en una caja, haciendo tic-tac con impaciencia.
En las casas, duerme un aparato encantado,
que ronca cuando lo descuelgas.

Si el fantasma llora, se lo llevan
a los labios y lo sosiegan con sonidos hasta que
se duerme. Y, sin embargo, lo despiertan
deliberadamente, haciéndole cosquillas con un dedo.

Sólo a los pequeños se les permite sufrir
en público. Los adultos van a una celda de castigo
con agua pero sin nada que comer.
Echan el pestillo y sufren los ruidos
solos. Nadie se libra
y el dolor de cada uno tiene un olor diferente.

De noche, cuando mueren todos los colores,
se esconden por parejas
y leen sobre ellos mismos,
en color, con los párpados cerrados.

(Traducción de José Antonio Álvarez Amorós)

### Desde los años 80 hasta elsigloXX
Esta manera de hacer lo familiar parecer extraño también fue llevada a la ficción por Martin Amis. En su novela Other People: A Mystery Story (Otra gente: una historia de misterio), publicada en 1981, la protagonista sufre aparentemente de amnesia, lo que le hace perder la memoria de hasta incluso aspectos básicos de la experiencia humana.
La poesía marciana también se hizo popular en la enseñanza de composición poética a niños escolares.

### En la actualidad
No solo la mirada alien sobre la rutina terrestre puede considerarse poesía marciana; también encontramos el caso contrario. En Areografía, poemario de Raúl Fernández Cobos, publicado en el 2016, Marte es el eje principal de la obra y la mirada terrícola se cierne sobre el planeta rojo. El autor predice un futuro no muy lejano, inspirándose en relatos de ciencia ficción como las Crónicas Marcianas de Ray Bradbury y la Trilogía de Marte de Kim Stanley Robinson. Uno de sus poemas, La oportunidad, describe el recorrido de un rover, al que él llama "peregrino" (aunque aquí también puede interpretarse a la humanidad como "peregrino"):
El horizonte descolgaba el rastro

del infatigable rodar

del peregrino

condensaba el sueño marciano

en su corazón de radioisótopos.

Orientaba sus paneles

en busca del calor 

de un sol lejano,

como haría la planta moribunda 

en latitudes escoradas.

Como estilete malogrado,

merced a la profusión 

de tormentas de polvo,

dejaba en el regolito

su burda caligrafía;

como escalpelo de mundos,

abría los secretos de Marte

a millones de cirujanos.
En la estrofa 'condensaba el sueño marciano / en su corazón de radioisótopos' está haciendo una doble personificación: de Marte (el sueño marciano, o el planeta en estado anestésico) y del rover (con un corazón de radioisótopos), siendo este último ojos y manos de una humanidad que trae consigo la tecnología al planeta rojo y con ello lo altera.

### Citas
1. ↑  Diedrick, page 58.
2. ↑  Infántiev, Porfiri P. (1896). En otro planeta.
3. ↑  Johnson, Samuel (1781). The Lives of the Poets.
4. ↑  Raine, Craig (1979). Un marciano envía una postal a casa.
5. ↑  Fernández, Raúl (2016). Areografía. I filo SOFÍA. p. 66. ISBN 978-3981812947.

### Poesía
- Raine, Craig, The Onion, Memory, Oxford University Press, 1978. ISBN 0-19-211877-3.
- Reid, Christopher, Arcadia, Oxford University Press, 1979. ISBN 0-19-211889-7.
- Raine, Craig, A Martian Sends a Postcard Home, Oxford University Press, 1979. ISBN 0-19-211896-X.
- Reid, Christopher, Pea Soup, Oxford University Press, 1982. ISBN 0-19-211952-4.
- Fernández Cobos, Raúl, Areografía, I filo SOFÍA, 2016. ISBN 978-3981812947

### Antologías
- Morrison, Blake & Motion, Andrew, The Penguin Book of Contemporary British Poetry, Penguin, 1982. ISBN 0-14-042283-8.

### Comentarios
- Diedrick, James, Understanding Martin Amis, University of South Carolina Press, 2004. ISBN 1-57003-516-4.
- O'Brien, Sean, The Deregulated Muse, Bloodaxe, 1998. ISBN 1-85224-281-7.
- Robinson, Alan, Instabilities in Contemporary British Poetry, Macmillan, 1988. ISBN 0-333-46769-8.